# Lucky (Britney Spears)
Lucky è un singolo della cantante statunitense Britney Spears, pubblicato l'8 agosto 2000 come secondo estratto dal secondo album in studio Oops!... I Did It Again.
La canzone è stata prodotta da Max Martin e da Rami Yacoub.

## Video musicale
Il video musicale è stato diretto da Dave Meyers ed è stato girato a Orlando, in Florida. Il video è la storia di una star hollywoodiana, di nome Lucky.
Inizia con l'artista che si presenta su un palco e presenta la star. Dopodiché il sipario si apre e, mentre la vediamo iniziare a cantare, Lucky (Britney Spears stessa) si alza dal letto per accogliere il domestico, il quale le porge un mazzo di rose e la giovane accetta il regalo. Poi la troviamo mentre esce fuori dal balcone per prendere un po' d'aria ed il suo viso è malinconico, angosciato. Quando rientra, Britney narratrice la osserva prima vicino ad un mazzo di rose rosse, poi seduta su un divano e infine dietro un altro vaso di fiori.
La star intanto va a sedersi per controllarsi il look mentre la narratrice continua a cantare. Allora anche la star canta e in cielo la vediamo vestita d'un abito leggero, seduta su una stella dorata, gettare dei diamanti per strada. Poi si rivolge alla premiazione dell'artista e glieli getta guardando lo schermo; la star prende l'oscar, solleva il viso e accoglie a braccia aperte la caduta dei diamanti, tra la vivacità e l'estasi dei fan. Avanza dunque sul tappeto rosso con grazia, tenendo in mano l'oscar e sorridendo, poi sale in un'auto lussuosissima e percepisce un'aura attorno a lei. Tra la folla, infatti, lei sente sé stessa, vestita di un completo nero, cantare alla propria anima.
Poi le immagini sovrapposte mostrano i fan andarsene e lei, nelle vesti d'una ragazza vestita di nero, rimanere sola. L'immagine è frapposta e sostituita da quella di Britney sulla stella, che getta un'altra manciata di diamanti mentre la star piange sul letto, voltandosi dall'altra parte. La ragazza sulla terrazza se ne va e il sipario sul palco si chiude. Nonostante il grande successo (nel video Lucky riceve l'ambito Oscar, fra l'esultanza generale dei fan), Lucky sembra infelice ed ogni sera si addormenta piangendo con tristezza. Nel video Britney Spears interpreta due parti principale: sia Lucky sia la narratrice, che entra spesso in scena, apparentemente non vista dagli altri.

## Successo commerciale
Lucky è il video di Britney Spears ad avere avuto in assoluto più richieste nella trasmissione Total Request Live di MTV.
Il 24 febbraio 2019 il video raggiunge cento milioni di visualizzazioni su YouTube

## Tracce
| Australia Special Edition CD 1 (9251072) 1. "Lucky" — 3:24 2. "Heart" — 3:00 3. "Lucky" [Jack D. Elliot Radio Mix] — 3:26 4. "Oops!... I Did It Again" [Jack D. Elliot Club Mix] — 6:24 Australia CD 2 (9251062) 1. "Lucky" — 3:24 2. "Oops!... I Did It Again" [Rodney Jerkins Remix] — 3:07 3. "Oops!... I Did It Again" [Ospina's Crossover Mix] — 3:15 4. "Lucky" [Jason Nevins Mixshow Edit] — 5:51 5. "Lucky" [Jason Riprock And Alex G Radio Edit] — 3:58 6. Enhanced With "Oops!... I Did It Again" Video — 4:12 UK CD Single (9251022) 1. "Lucky" — 3:24 2. "Heart" — 3:00 3. "Lucky" [Jack D. Elliot Radio Mix] — 3:26 UK Cassette Single (9251024) 1. "Lucky" — 3:24 2. "Heart" — 3:00 3. "Oops!... I Did It Again" [Jack D. Elliot Club Mix] — 6:24 | Europe CD Single (9250902) 1. "Lucky" — 3:24 2. "Heart" — 3:00 3. "Lucky" [Jack D. Elliot Radio Mix] — 3:26 U.S. Promo CD (JDJ-427252) 1. "Lucky" — 3:24 2. "Lucky" [Instrumental] — 3:24 3. "Lucky" [Call-Out Research Hook] — 0:11 U.S. Promo 12" Vinyl (DUTCH23) - Side A: 1. "Lucky" [Jack D. Elliot Club Mix] — 6:42 2. "Lucky" — 3:24 3. "Lucky" [Jack D. Elliot Radio Mix] — 3:26 - Side B: 1. "Lucky" [Riprock 'N' Alex G Extended Club Mix] — 7:16 2. "Lucky" [Jason Nevins Mixshow Edit] — 5:51 |

## Classifiche

### Classifiche settimanali
| Classifica (2000) | Posizione massima |
| ----------------- | ----------------- |
| Austria           | 1                 |
| Australia         | 3                 |
| Belgio (Fiandre)  | 9                 |
| Belgio (Vallonia) | 10                |
| Canada            | 2                 |
| Europa            | 1                 |
| Finlandia         | 15                |
| Francia           | 16                |
| Germania          | 1                 |
| Irlanda           | 2                 |
| Italia            | 8                 |
| Nuova Zelanda     | 4                 |
| Norvegia          | 5                 |
| Paesi Bassi       | 4                 |
| Spagna            | 12                |
| Svezia            | 1                 |
| Svizzera          | 1                 |
| Regno Unito       | 5                 |
| Stati Uniti       | 23                |

### Classifiche di fine anno
| Classifica (2000) | Posizione |
| ----------------- | --------- |
| Australia         | 29        |
| Austria           | 9         |
| Francia           | 100       |
| Germania          | 10        |
| Italia            | 54        |
| Nuova Zelanda     | 35        |
| Svezia            | 8         |
| Svizzera          | 25        |